# Brignoliella maros
Brignoliella maros là một loài nhện trong họ Tetrablemmidae.
Loài này thuộc chi Brignoliella. Brignoliella maros được Lehtinen miêu tả năm 1981.